# 황지혜
황지혜(黄智慧, 2월 23일~)는 대한민국의 배우이다. 분야는 뮤지컬이며 일본에서 활동 하고 있다.